# Mesanthura miyakoensis
Mesanthura miyakoensis är en kräftdjursart som beskrevs av Nunomura 1979. Mesanthura miyakoensis ingår i släktet Mesanthura och familjen Anthuridae. Inga underarter finns listade i Catalogue of Life.